# 鳥羽陽之助
鳥羽 陽之助（とば ようのすけ、1905年3月16日 - 1958年10月10日）は、日本の俳優である。本名は鳥羽 輝雄（とば てるお）、高勢実乗との「極楽コンビ」で知られる。

## 人物・来歴
1905年（明治38年）3月16日、東京府東京市（現在の東京都区部）に「鳥羽輝雄」として生まれる。
旧制埼玉県立熊谷中学校を経て、大倉高等商業学校（現在の東京経済大学）を3年次で中途退学し、満17歳になる1922年（大正11年）、新劇の東京自由劇場俳優養成所の研修生となる。1923年（大正12年）に伊川八郎の「国精劇」、1926年（大正15年）には明石潮の一座に参加する。
同年、京都・御室のマキノ・プロダクションで、二川文太郎らが監督した月形龍之介主演作『修羅八荒』に出演して映画界にデビューした。翌1927年（昭和2年）、奈良に設立された日本映画プロダクションに参加、市川市丸主演の志波西果監督作『天狗騒動記』に出演、つづいて中川紫郎監督の『東海道四谷怪談』で初主演を果たす。同社は同作をもって解散する。同年、日活太秦撮影所に入社する。
日活での第1作は、マキノに移籍する寸前の南光明が主演し、吉本清濤が監督した『助太刀御免』で、同年、清瀬英次郎に認められて清瀬の監督作『銀の蝙蝠』に主演した。トーキー以降に、喜劇俳優に転向した高勢実乗と「極楽コンビ」を組み、二人のかけあいのギャグ・シーンが、山中貞雄やその弟子・萩原遼の作品を含め、多くの映画に組み込まれた。「極楽コンビ」を主役とした映画に、萩原の監督デビュー作『お茶づけ侍』（1936年）、石橋清一監督の『一刀流指南』（1936年）、久見田喬二監督の『極楽武勇伝』（1936年）等がある。鳥羽は、1937年（昭和12年）、山中貞雄監督の『森の石松』に清水次郎長役で出演し、石橋清一監督の『極楽三度笠』に出演したのを最後にJ.O.スタヂオに移籍した。
J.O.入社第1作は、並木鏡太郎監督、直木三十五原作の『南国太平記』で、岡田小藤次役と西郷吉之助役の二役をこなした。同社は同年、合併により東宝映画を設立、鳥羽は引き続き東宝映画京都撮影所に所属した。翌1938年（昭和13年）からは東宝映画東京撮影所（現在の東宝スタジオ）に異動となった。第二次世界大戦中の時期、1944年（昭和19年）に同社が合併によって東宝となってからも、東宝に所属した。戦後、1947（昭和22年）、新東宝の設立に参加し、同社の設立第1作、市川崑監督の『東宝千一夜』に出演している。
1958年（昭和33年）10月10日、病気により死去した。満53歳没。

## おもなフィルモグラフィ
- 『修羅八荒 第一篇』 : 監督二川文太郎・勝見正義・橋本佐一呂、1926年
- 『修羅八荒 第二篇』 : 監督二川文太郎・勝見正義、1926年
- 『天狗騒動記』 : 監督志波西果、1927年
- 『東海道四谷怪談』 : 監督中川紫郎、1927年 - 初主演作
- 『助太刀御免』 : 監督吉本清濤、1928年
- 『続水戸黄門』 : 監督池田富保、1928年
- 『安政競艶記』 : 監督辻吉郎、1928年
- 『銀の蝙蝠』 : 監督清瀬英次郎、1928年
- 『維新の京洛 竜の巻・虎の巻』 : 監督池田富保、1928年
- 『噫無情』前篇・後篇 : 監督志波西果、1929年
- 『殉教血史 日本二十六聖人』 : 監督・脚本池田富保、1931年
- 『浪人しぐれ笠』 : 監督渡辺邦男、1932年 - 沖田総司役
- 『お艶殺し』 : 監督辻吉朗、1934年
- 『雁太郎街道』 : 監督山中貞雄、1934年
- 『丹下左膳余話 百萬両の壺』 : 監督山中貞雄、1935年
- 『関の弥太ッぺ』 : 監督稲垣浩・山中貞雄、1935年
- 『大菩薩峠 第一篇 甲源一刀流の巻』 : 監督稲垣浩、1935年
- 『大菩薩峠 鈴鹿山の巻・壬生島原の巻』 : 監督稲垣浩、1936年
- 『河内山宗俊』 : 監督山中貞雄、1936年
- 『お茶づけ侍』 : 監督萩原遼、1936年
- 『一刀流指南』 : 監督石橋清一、1936年
- 『極楽武勇伝』 : 監督久見田喬二、1936年
- 『森の石松』 : 監督山中貞雄、1937年
- 『極楽三度笠』 : 監督石橋清一、1937年
- 『南国太平記』 : 監督並木鏡太郎、1937年
- 『新篇 丹下左膳 妖刀篇』 : 監督渡辺邦男、1938年
- 『新篇 丹下左膳 隻手篇』 : 監督山本薩夫、1939年
- 『沼津兵学校』 : 監督今井正、1939年
- 『忠臣蔵 前篇』 : 監督滝沢英輔、1939年 - 堀部安兵衛役
- 『忠臣蔵 後篇』 : 監督山本嘉次郎、1939年 - 堀部安兵衛役
- 『エノケンの鞍馬天狗』 : 監督近藤勝彦、1939年

- 『熱砂の誓ひ』 : 監督渡辺邦男、1940年
- 『阿波の踊子』 : 監督マキノ正博、1941年
- 『楽しき哉人生』 : 監督成瀬巳喜男、1944年
- 『三十三間堂通し矢物語』 : 監督成瀬巳喜男、1945年
- 『東宝千一夜』 : 監督市川崑、1947年
- 『三百六十五夜』東京篇・大阪篇 : 監督市川崑、1948年
- 『春の戯れ』 : 監督山本嘉次郎、1949年
- 『小原庄助さん』 : 監督清水宏、1949年

- 『腰抜け二刀流』 : 監督並木鏡太郎、1950年
- 『若様侍捕物帖 謎の能面屋敷』 : 監督中川信夫、1950年
- 『若様侍捕物帖 呪いの人形師』 : 監督中川信夫、1951年
- 『お国と五平』 : 監督成瀬巳喜男、1952年
- 『おかあさん』 : 監督成瀬巳喜男、1952年
- 『夫婦』 : 監督成瀬巳喜男、1953年
- 『白鳥の騎士』 : 監督組田彰造、1953年
- 『明治天皇と日露大戦争』 : 監督渡辺邦男、1957年
- 『天皇・皇后と日清戦争』 : 監督並木鏡太郎、1958年
- 『天下の副将軍 水戸漫遊記』 : 監督中川信夫、1958年
- 『白線秘密地帯』 : 監督石井輝男、1958年 - 遺作

## 註
1. 1 2 3 4 5 6 7 8 9  『無声映画俳優名鑑』、無声映画鑑賞会編、マツダ映画社監修、アーバン・コネクションズ、2005年、p.155。
2. ↑  映画の手帖(手帖シリーズ;第3)頁191
3. 1 2 3 4 5 6 7 8 9 10  #外部リンク、「鳥羽陽之助」、日本映画データベース、2009年11月12日閲覧。